# Cecilia Malmström

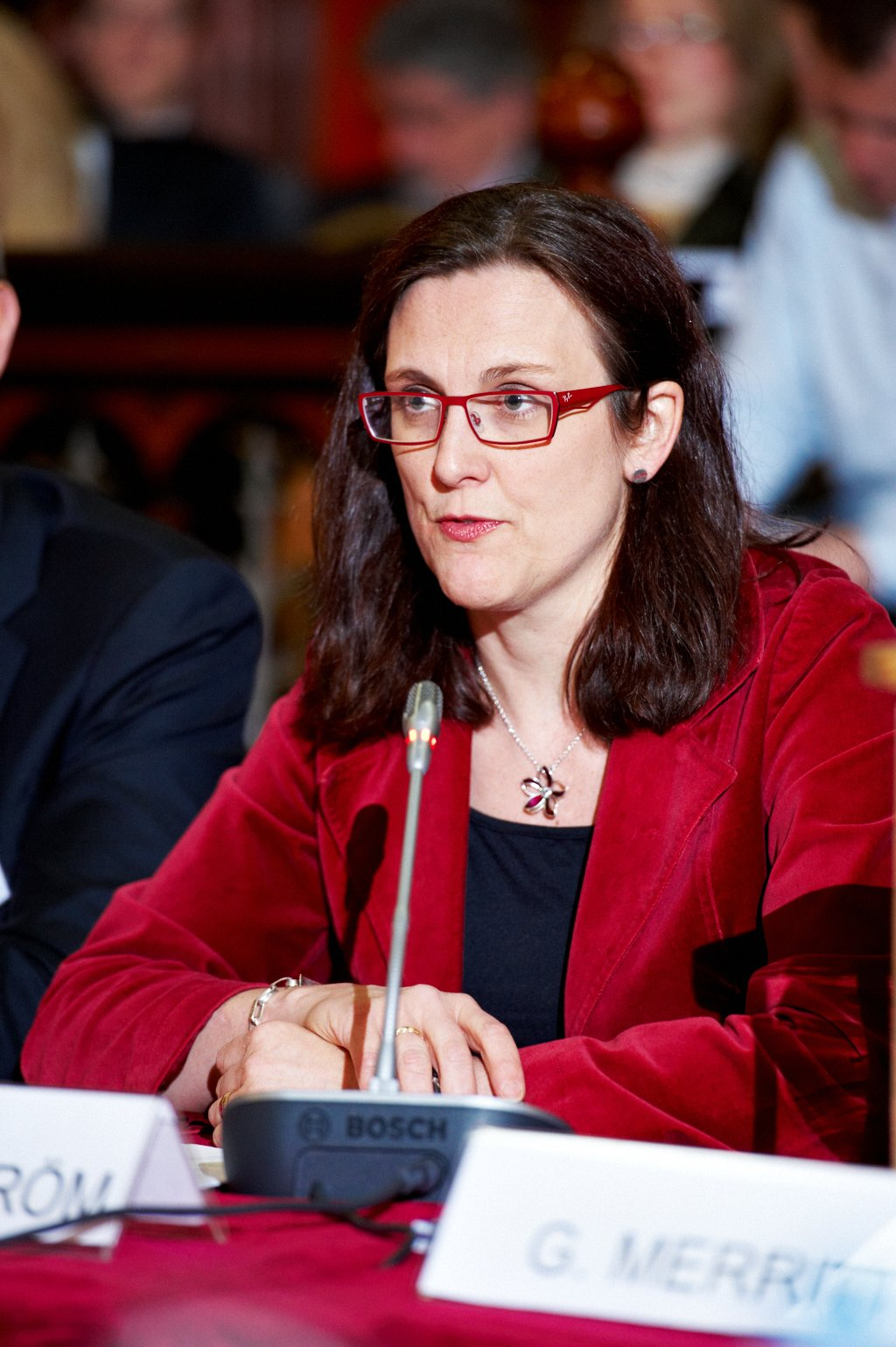
Cecilia Malmström (2010)

Anna Cecilia Malmström (* 15. Mai 1968 in Stockholm) ist eine schwedische Politikwissenschaftlerin und ehemalige Politikerin der Partei Liberalerna. Sie war von 1999 bis 2006 Abgeordnete im Europaparlament und von 2006 bis 2010 Europaministerin in der schwedischen Regierung unter Ministerpräsident Fredrik Reinfeldt. Seit dem 10. Februar 2010 war sie Mitglied der EU-Kommission. Von Februar 2010 bis Oktober 2014 als EU-Kommissarin für Innenpolitik, von November 2014 bis November 2019 als EU-Kommissarin für Handel.

## Werdegang
Malmström wuchs in Göteborg und in Frankreich auf und arbeitete unter anderem in Stuttgart und Barcelona. Sie spricht fließend Schwedisch, Englisch, Französisch und Spanisch. Daneben hat sie auch Kenntnisse in Deutsch und Italienisch. Sie ist verheiratet und hat Zwillinge.
Von 1994 bis 1998 war Malmström an der Universität Göteborg angestellt, an der sie in der Politikwissenschaft promovierte. Sie hat über europäische Politik, Regionalismus, Einwanderungspolitik und Terrorismus gelehrt und geforscht. Seit dem Ende der 1980er-Jahre ist sie Mitglied der Liberalen (die bis November 2015 Folkpartiet liberalerna (FP) hießen), saß als Abgeordnete im Provinziallandtag der Provinz Västra Götalands län und ist seit 1997 im Präsidium ihrer Partei.

## Politische Laufbahn
Seit dem Ende der 1980er-Jahre ist Malmström Mitglied der Liberalen (die bis November 2015 Folkpartiet liberalerna (FP) hießen), saß als Abgeordnete im Provinziallandtag der Provinz Västra Götalands län und ist seit 1997 im Präsidium ihrer Partei. Im Jahr 2009 wurde sie vom damals amtierenden schwedischen Ministerpräsidenten Fredrik Reinfeldt als neue EU-Kommissarin für das skandinavische Land vorgeschlagen. Der amtierende EU-Kommissionspräsident José Manuel Barroso ernannte sie in der Folge zur EU-Kommissarin für Inneres, dieses Amt hatte Malmström bis 2014 inne. Im November 2014 wurde sie von Jean-Claude Juncker zur Kommissarin für Handel ernannt. Dieses Amt hatte sie bis November 2019 inne. Seit 2019 ist sie Mitglied der Transatlantischen Task Force des German Marshall Funds und der Bundeskanzler-Helmut-Schmidt-Stiftung.
Malmström wurde am 1. September 2020 von der schwedischen Regierung für den Posten der Generalsekretärin der Organisation für wirtschaftliche Zusammenarbeit und Entwicklung (OECD) vorgeschlagen. Den Nominationsprozess verlor sie allerdings Anfang März 2021 gegen Mathias Cormann.
Im Mai 2023 teilte Cecilia Malmström mit, dass sie aus der Partei Liberalerna ausgetreten sei.

## Politische Positionen

### Bestrebungen zur Einführung von Internetsperren
Am 28. März 2010 kündigte Malmström auf der Internetplattform der Frankfurter Allgemeinen Zeitung an, am darauf folgenden Tag einen Richtlinienentwurf zur Blockierung von Webseiten im Internet auf EU-Ebene vorzulegen. Am 29. März stellte sie der Presse konkrete Pläne zur Bekämpfung von Kinderpornografie vor und stützte sich dabei auf ähnliche Argumente wie Ursula von der Leyen, die teilweise bereits widerlegt sind. Diese Richtlinien können ihrer Meinung nach die Verbreitung von Kinderpornografie einschränken. Bürgerrechtler und Internetnutzer kritisieren ihren Vorstoß, da hierbei der Weg für eine Zensur im Internet geebnet werden könne. Nachdem bereits die damalige deutsche Familienministerin Ursula von der Leyen wegen ihrer Bemühungen um das Zugangserschwerungsgesetz unter dem Spitznamen „Zensursula“ bekannt wurde, etablierte sich vor allem unter Netzaktivisten für Cecilia Malmström schnell die Bezeichnung „Censilia“, laut taz in Anlehnung an den englischen Begriff Censorship.

### Flächendeckende Kontrolle europäischer Internetinhalte
Malmström verantwortete als EU-Kommissarin für Innenpolitik das ursprünglich vom Kommissar für Justiz, Freiheit und Sicherheit finanziell unterstützte Projekt Clean IT. Das Projekt beruht auf dem Konzept der Public Private Partnership zwischen europäischen Sicherheitsbehörden und unterschiedlichsten IT-Unternehmen. Ziel ist es, Vorgaben für die IT-Industrie zu entwickeln, deren Einhaltung durch die Unternehmenspartner, zur Verhinderung des Endbenutzerzugriffs auf terroristische Inhalte, auf freiwilliger Basis befolgt wird. So soll die „terroristische Nutzung des Internets eingeschränkt“ und die „illegale Nutzung des Internets bekämpft“ werden. Es verfolgt ausdrücklich einen nicht-legislativen Ansatz. Die Anhörung nationaler und supranationaler Parlamente ist ausdrücklich nicht vorgesehen. Ziel der Maßnahme ist eine flächendeckenden Kontrolle der Netzinhalte zunächst auf europäischer, später nach Möglichkeit auch auf globaler Ebene.
Nachdem ein Dokument des Clean-IT-Projektes mit möglichen Maßnahmen bekannt geworden war, stellte Malmström klar, dass die EU-Kommission keinen inhaltlichen Einfluss auf die Debatten innerhalb von Clean IT habe und die ausgearbeiteten Empfehlungen für niemanden verbindlich seien.

### Pakt mit Libyen über Zuwanderung
Am 5. Oktober 2010 schloss Malmström mit der libyschen Regierung eine Vereinbarung, in deren Rahmen die EU bis 2013 rund 50 Mio. Euro für „technische Hilfe und Ausrüstung“ zahlen wird, damit Libyen seine Grenzen besser sichert und Flüchtlinge human behandelt.

### Eurosur
Malmström sagte zu Beginn des Programms über Eurosur: „Es ist eine authentische europäische Antwort, die ermöglicht, das Leben von Migranten, die in überladenen und behelfsmäßigen Booten unterwegs sind, zu retten, und weitere Tragödien im Mittelmeer zu verhindern, aber auch um Schnellboote abzufangen, die Drogen transportieren.“